# Заштићена станишта Србије
У Србији је заштићено станиште подручје које обухвата један или више типова природних станишта значајних за очување једне или више популација дивљих врста и њихових заједница. Такав простор ставља се под заштиту да би се очувала ретка и угрожена станишта, екосистеми и врсте, њихов животно станиште, али и да би се обезбедио протоког гена, миграторне руте и омогућила научна истраживања.

## Списак заштићених станишта у Србији
У Србији је законом заштићено пет станишта, а седам је у поступку заштите.
| ИД   | Слика | Назив                                        | Општине/Градови                 | Рег. | Локација                                                  | Прогл. | Површ. (ha\|ac\|m2) | ИУЦН катег. | Напомена           |
| ---- | ----- | -------------------------------------------- | ------------------------------- | ---- | --------------------------------------------------------- | ------ | ------------------- | ----------- | ------------------ |
| ЗС01 |       | Заштићено станиште Зимовалиште малог вранца  | Чукарица                        | БГ   | 44° 47′ 42″ С; 20° 25′ 10″ И / 44.794986° С; 20.419377° И | 2022.  | 22\|54\|10          | IV          |                    |
| ЗС02 |       | Заштићено станиште Бара Трсковача            | Рума                            | В    | 44° 48′ 49″ С; 19° 49′ 54″ И / 44.813544° С; 19.831626° И | 2011.  | 168\|15\|44         | IV          |                    |
| ЗС03 |       | Заштићено станиште Велико блато              | Палилула                        | БГ   | 44° 51′ 48″ С; 20° 29′ 44″ И / 44.863265° С; 20.495660° И | 2016.  | 293\|68\|75         | IV          |                    |
| ЗС04 |       | Заштићено станиште Бресничићка слатина       | Прокупље                        | ЈИС  | 43° 14′ 50″ С; 21° 27′ 11″ И / 43.247319° С; 21.452921° И | 2018.  | 4\|23\|71           | IV          |                    |
| ЗС05 |       | Заштићено станиште Панчевачке аде            | Панчево                         | В    | 44° 50′ 09″ С; 20° 37′ 02″ И / 44.835724° С; 20.617220° И | 2019.  | 1.309\|25\|00       | IV          |                    |
| ЗС06 |       | Заштићено станиште Станиште пољског кукурека | Дољевац                         | ЈИС  | 43° 13′ 46″ С; 21° 50′ 46″ И / 43.229393° С; 21.846054° И |        | 2\|24\|72           | IV          | у поступку заштите |
| ЗС07 |       | Заштићено станиште Толинци                   | Сурчин                          | БГ   | 44° 45′ 35″ С; 20° 09′ 05″ И / 44.759748° С; 20.151475° И |        | 700\|83\|00         | IV          | у поступку заштите |
| ЗС08 |       | Заштићено станиште Велики римски шанац       | Нови Сад, Темерин, Жабаљ, Бечеј | В    | 45° 24′ 29″ С; 19° 58′ 10″ И / 45.40796° С; 19.96958° И   |        | 98\|30              | IV          | у поступку заштите |
| ЗС09 |       | Заштићено станиште Дивчибаре                 | Ваљево                          | ШЗС  | 44° 06′ 35″ С; 19° 59′ 18″ И / 44.109627° С; 19.988214° И |        | 50\|30\|63          | IV          | у поступку заштите |
| ЗС10 |       | Заштићено станиште Глинара                   | Палилула                        | БГ   | 44° 49′ 18″ С; 20° 33′ 05″ И / 44.821789° С; 20.551392° И | 2024.  | 30\|38\|00          | IV          |                    |
| ЗС11 |       | Заштићено станиште Бела Река—Рипањ           | Вождовац                        | БГ   | 44° 39′ 15″ С; 20° 27′ 41″ И / 44.654285° С; 20.461356° И | 2024.  | 44\|14\|00          | IV          |                    |
| ЗС12 |       | Заштићено станиште Венерина падина           | Бабушница                       | ЈИС  | 42° 55′ 59″ С; 22° 36′ 12″ И / 42.932939° С; 22.603265° И |        | 00\|29\|27          | IV          | у поступку заштите |